# Shai Goldstein
Shai Goldstein (hebräisch שי גולדשטיין; geb. am 25. August 1968 in Kirjat Jam) ist ein israelischer Radiomoderator, Fernsehmoderator, Entertainer und Satiriker. Er wurde durch diverse Humor- und Satireprogramme im Radio und Fernsehen bekannt, darunter das Radioprogramm So arzenu (he.: זוֹ אַרְצנו; dt.: Dies ist unser Land) und das Radioprogramm Shai we-Dror (he.: שי ודרור; dt.: Shai und Dror) jeden Morgen auf 103 FM.

## Leben und Wirken

### Anfänge
Goldstein wuchs in Karmi’el auf. Seinen Militärdienst leistete er als Quartiermeister und beim Rundfunksender Galei Zahal ab. Nach dem Militärdienst zog er nach Eilat. Er begann seine Karriere bei einem privaten Piratensender und wurde dann Radiomoderator bei dem regionalen Radiosender, Radio Kol ha-Jam ha-Adom (he.:רדיו קול הַיָּם הָאָדֹם; Stimme des Roten Meers). Anschließend begann er als Produzent von Trailern und Jingles bei Radio Tel Aviv.

### Zusammenarbeit mit Dror Rafael
1995 lernte er Dror Rafael bei Radio Tel Aviv ha-Chadasch (Radio Tel Aviv) kennen, wo er als Jingle-Produzent arbeitete und Rafael ein nächtliches Dating-Format beim Rund- und Hörfunk moderierte. Gemeinsam betrieben die beiden zuerst ein nächtliches Programm für Satire und Schwarzen Humor als Pilotprojekt. Das Projekt wurde rasch ein großer Erfolg, so dass das satirische, nächtliche Humorprogram Scherit ha-Jom (he.: שְׁאֵרִית הַיּוֹם) geschaffen wurde. Danach gingen sie zu einem Morgenprogramm über, das auch hohe Einschaltquoten erzielte.
Daraufhin erhielten Rafael und Goldstein von Jochanan Zangen, dem CEO bei Reschet, ein Angebot für ein Primetime-Programm auf Arutz 2. Die beiden strahlten dort zweimal täglich das Radioprogramm So arzenu (he.: זוֹ אַרְצנו) aus. Nachdem So arzenu ausgelaufen war, begannen Rafael/Goldstein ein neues Programm, genannt Shai we-Dror auf Bip und auf dem Fernsehsender Arutz 10 jeden Morgen auf 103 FM.
Im Juni 2003 interviewte der Journalist Mati Golan (he.: מתי גולן; geb. 6. Dezember 1936) in seinem Programm Dokumedia, Bikoret ha-Tikschoret (he.: דוקומדיה, בִּקֹּרֶת התִּקְשֹׁרֶת) eine Mutter, die den Verlust ihrer siebenjährigen Tochter bei einem Terroranschlag betrauerte. Die Mutter beklagte dabei einige Passagen aus dem Programm Shai we-Dror, ausgestrahlt wenige Tage zuvor auf dem Fernsehsender Arutz 10, die sie als beleidigend empfand. Golan rief während der Sendung Shai Goldstein an und bat ihn, zu den Vorwürfen der Mutter Stellung zu beziehen. Goldstein knallte als Antwort den Hörer auf. Daraufhin begannen Goldstein/Dror, was das Gericht später als „einen Kreuzzug der Rache und Abrechnung“ („Massa Zalew schel nakam we-hitchaschbenut“; he.:„מַסָּע צָלַב שֶׁל נָקָם והִתְחַשְׁבְּנוּת“) gegen Mati Golan bezeichnete. Goldstein und Rafael kritisierten in acht aufeinanderfolgenden Programmen die Person Mati Golan. Golan verklagte sie wegen Diffamierung. Das Gericht verurteilte Dror/Goldstein, an Golan 60.000 Schekel zu bezahlen. Das Programm Shai we Dror wurde daraufhin nach kurzer Zeit abgesetzt.
Rafael und Goldstein kehrten danach zu Radio Tel-Aviv zurück und boten statt des Morgenprogramms nun das Abendprogramm an. Das neu gestartete Programm erreichte so hohe Einschaltquoten, wie sie für Fernsehen und Rundfunk in Israel sehr ungewöhnlich waren. Ihr Programm wurde auf Radio Tel-Aviv am Nachmittag, am späten Abend, sowie auf Bip im Fernsehen ausgestrahlt. Das Duo verließ zum 1. Juli 2007 Radio Tel-Aviv, um ab 2. September 2007 für Radio Lelo Hafsaka (Non-Stop-Radio) zu arbeiten. Seit 6. Juni 2008 machte Rafael zusammen mit Goldstein die Spielshow Ha Rosch be-kir (he.:הָרֹאשׁ בְּקִיר) auf dem Fernsehsender Arutz 10.

### Weitere Engagements
Goldstein war auch verantwortlich für Ha-Jaffot we-ha-amizot (he.:היָפוֹת והאַמִּיצוֹת), eine Sendung der beiden israelischen Journalistinnen, Fernseh- und Radiomoderatorinnen und Satirikerinnen Michal Niw (1965–2000) und Ejinaw Galili (geb. 21. April 1969). 2000 machte er im Interview-Programm von Merav Michaeli den satirischen Teil, der jeden Abend auf Arutz 3 ausgestrahlt wurde.
2006 spielte er in Schurot Towot (he.: שׁוּרות טובות), einer israelischen TV-Tragikomödie, die Rolle des Lior. Er moderierte Mo'adon laila (he.: מוֹעֲדוֹן לַיְלָה), eine israelische Talkshow von Eres Tal (geb. 27. Juli 1961). 2007 spielte er in Ulai ha-Pa'am (he.: אוּלַי הפַּעַם), einer israelischen TV-Komödie. 2008 trat er in Lo lifneji ha-Jeladim (he.: לֹא לִפְנֵי היְלָדִים) auf Arutz 10 auf.
2010 trat er als Protagonist in Chamesch essre dakot (he.: חֲמֵשׁ עֶשְׂרֵה דָקוֹת), einer komisch-satirischen Dramaserie, auf Yes TV Shows Channels auf. Er moderierte zusammen mit Awi Nussbaum (geb. 12. Dezember 1980) die Game-Show Nira otcha (he.:נִרְאָה אותך) auf Arutz 2.
2013 spielte er in der zweiten Staffel der Serie von Chasamba Dor 3 (he.:חסמבה דור 3) auf Hot die Rolle des Shraga haShemen.
Heute ist er Moderator des Programms Arba chatunot (he.: אַרְבַּע חֲתֻנוֹת) auf Arutz 2. Zudem spielt er im Programm Atlantika (he.:אטלנטיקה) auf Hot.

## Privates
Er ist verheiratet, hat einen Sohn und lebt heute in Kochaw Ja'ir-Zur Jigal. Seit 2013 ist er Vegetarier und privat im Tierschutz tätig.